# 20 janvier
Pour les articles homonymes, voir Vingt-Janvier.
20 décembre 20 février
Chronologies thématiques
- Croisades
- Ferroviaires
- Sports
- Disney
- Anarchisme
- Catholicisme

Abréviations / Voir aussi
- (° 1852) = né en 1852
- († 1885) = mort en 1885
- a.s. = calendrier julien
- n.s. = calendrier grégorien
- Calendrier
- Calendrier perpétuel
- Liste de calendriers
- Naissances du jour

Le 20 janvier est le 20e jour de l'année du calendrier grégorien.
Il reste 345 jours avant la fin de l'année, 346 lorsqu'elle est bissextile.
C'était généralement le premier jour du mois de pluviôse dans le calendrier républicain ou révolutionnaire français, officiellement dénommé jour de la lauréole.

## Événements

### XIIesiècle
- 1144 : le comte d'Anjou et du Maine Geoffroy Plantagenêt est intronisé comme le duc de Normandie Geoffroy V à Rouen.

### XIVesiècle
- 1320 : Ladislas Ier le Bref est couronné roi de Pologne à Cracovie.

### XVIesiècle
- 1503 : fondation de la Casa de Contratación à Séville (Andalousie, Espagne).

### XIXesiècle
- 1831 : signature du protocole de Londres au traité des XVIII articles.
- 1839 : bataille de Yungay.
- 1840 : Jules Dumont d'Urville découvre la Terre-Adélie sur l'actuel Antarctique.
- 1841 : des navires britanniques occupent l'île chinoise de Hong Kong dans le cadre de la Première guerre de l'opium. Les attaques anglaises se poursuivent à Amoy (Xiamen), Ningbo et Shanghai sur d'autres côtes de la Chine.
- 1848 : Frédéric VII de Danemark succède à son père Christian VIII.
- 1887 : la Nouvelle-Zélande annexe les îles Kermadec.

### XXesiècle
- 1942 : conférence de Wannsee, en pleine Seconde Guerre mondiale.
- 1946 : démission du général Charles de Gaulle du Gouvernement provisoire de la République française.
- 1948 : résolution no 39 du Conseil de sécurité des Nations unies (tensions entre l'Inde et le Pakistan).
- 1960 : début de la Table Ronde de Bruxelles.
- 1961 : John F. Kennedy devient le 35e président des États-Unis.
- 1969 : meurtre de soldats à Lebach.
- 1976 : massacre de Damour.
- 1977 : Jimmy Carter devient le 39e président des États-Unis.
- 1981 :
  - Ronald Reagan devient le 40e président des États-Unis ;
  - libération des otages américains en Iran.
- 1986 : Paris et Londres se mettent d'accord pour la construction d'un tunnel sous la Manche.
- 1989 : George Bush devient le 41e président des États-Unis.
- 1993 : Bill Clinton devient le 42e président des États-Unis.
- 1996 : élection de Yasser Arafat aux élections générales palestiniennes.
- 1998 : réélection de Václav Havel à la tête de la République tchèque.
- 1999 : arrestation du général argentin Reynaldo Bignone.

### XXIesiècle
- 2001 :
  - aux Philippines, Gloria Macapagal-Arroyo succède à Joseph Estrada.
  - George Walker Bush devient le 43e président des États-Unis ;
  - Bill Clinton amnistie Marc Rich lors de son dernier jour dans cette fonction, ce qui sera très controversé.
- 2009 : Barack Obama devient le 44e président des États-Unis.
- 2013 : Catherine Samba-Panza est élue présidente de transition de la République centrafricaine en remplacement du démissionnaire Michel Djotodia.
- 2017 : Donald Trump devient le 45e président des États-Unis.
- 2018 : début de la bataille d'Afrine entre d'une part l'armée turque et l'Armée nationale syrienne et de l'autre les Forces démocratiques syriennes, lors de la guerre civile syrienne.
- 2021 : Joe Biden devient le 46e président des États-Unis.
- 2025 : Donald Trump devient le 47e président des États-Unis[1].

## Arts, culture et religion
- 1309 : dans la bulle Vita perennis gloria fulminée ce jour, le pape Clément V reconnaît le caractère authentique des reliques de Saint-Gaudens, martyr des Wisigoths vers l'an 475, et accorde de nombreuses indulgences pour encourager les pèlerinages au sanctuaire.
- 1648 : fondation en France de l'Académie royale de peinture et de sculpture.
- 1819 : à Francfort-sur-le-Main, Heinrich Friedrich Karl vom Stein fonde la Société d'Histoire de l'Allemagne, qui publiera la collection des Monumenta Germaniae Historica.
- 1892 : première représentation de l'opéra en quatre actes La Wally d'Alfredo Catalani, à la Scala de Milan.
- 1932 : sortie du film expérimental Le Sang d'un poète réalisé par Jean Cocteau, dans la salle parisienne du Vieux-Colombier.
- 1997 : sortie du premier album des Daft Punk: Homework, contenant les singles Da Funk et Around The World.
- 2000 : réouverture de la Cour d'appel de Rennes dans l'ancien parlement de Bretagne, restauré après sa destruction lors d'un incendie en février 1994.

## Sciences et techniques
- 1884 : construction des premières montagnes russes mécaniques et en circuit, à Coney Island près de New York.
- 1995 : inauguration du pont de Normandie qui franchit d'un seul trait l'estuaire de la Seine entre Le Havre et Honfleur. L'ouvrage achevé après sept ans de travaux comporte une chaussée longue de 2 kilomètres et une travée centrale longue de 856 mètres, alors record du monde dans la catégorie des ponts à haubans.
- 2006 : une jeune baleine égarée est remarquée dans la Tamise à Londres pour la première fois depuis le début des observations scientifiques et qu'on y en ait déjà aperçu une en 1913. Mesurant 5 à 6 mètres et pesant 7 tonnes, elle appartient à l'espèce protégée des baleines à bec arctiques/boréales communes. Les badauds sont nombreux à se presser le long des berges pour suivre les vaines tentatives de sauvetage par reconduite vers la Mer du Nord voisine, l'animal succombant de convulsions dès le lendemain[2].
- 2022 : Zara Rutherford devient la plus jeune femme pilote à voler en solitaire autour du monde et la première femme à réaliser un tour du monde dans un avion ultraléger[3].

## Économie et société
- 1770 : tremblement de terre à Haïti.
- 1910 : après une longue période de pluie, la France est sous les eaux avec de nombreuses inondations en Seine-et-Marne, dans l'est, le Loiret, en Normandie, dans les Alpes, en Bretagne et à Paris où la Seine a débordé. Les Parisiens improvisent des ponts de planches et chaussent des bottes, on se rend à la gare Saint-Lazare en bateau et des barques transportent les députés. Une canicule "suivra" dès l'été 1911.
- 1977 : condamnation de Patrick Henry à la réclusion criminelle à perpétuité par la cour d’assises de l’Aube, pour l'enlèvement et le meurtre d'un enfant de sept ans qui habitait la ville de Troyes (Philippe Bertrand).
- 1986 : la Première ministre britannique Margaret Thatcher et le président français François Mitterrand conviennent qu'un double tunnel ferroviaire sous-marin reliera les villes anglaise et française de Douvres et de Calais en 1993. L'un des tunnels sera réservé aux trains ultra-rapides, l'autre au transport ferroviaire des voitures, autobus voire camions poids-lourds. La construction de ces tunnels souterrains a déjà fait l'objet de deux projets à cent années d'intervalle au moins, l'un dans les années 1870 et l'autre dans les années 1970, tous deux annulés pour des raisons politiques et économiques.
- 1992 : un Airbus A320 d'Air Inter s'écrase sur le mont Sainte-Odile près de Strasbourg en Alsace (87 morts, sur les 96 personnes transportées).
- 2006 : accident minier d'Atacama au Chili.
- 2018 : une attaque des talibans contre un hôtel de Kaboul en Afghanistan tue 40 personnes.
- 2022 : en Syrie, l'État islamique attaque la prison d'al-Sinaa[4].

## Naissances

### XVesiècle
- 1435 : Yoshimasa Ashikaga, shogun japonais († 27 janvier 1490).

### XVIIesiècle
- 1626 : Guillaume Courtois, peintre français († 15 juin 1679).
- 1654 : Michel de Swaen, poète et dramaturge flamand († 3 mai 1707).

### XVIIIesiècle
- 1716 :
  - Jean-Jacques Barthélemy, ecclésiastique, archéologue, littérateur et numismate français († 30 avril 1795).
  - Charles III, roi d'Espagne de 1759 à 1788 († 14 décembre 1788).
- 1726 : Ambroise-François Germain, orfèvre, mathématicien et homme politique français († 15 décembre 1821).
- 1734 : Charles-Alexandre de Calonne, homme politique français († 30 octobre 1802).
- 1758 : Marie-Anne Pierrette Paulze, scientifique et illustratrice française († 10 février 1836).
- 1775 : André-Marie Ampère, physicien français († 10 juin 1836)[5].
- 1796 : Césaire Mathieu, cardinal français († 9 juillet 1875).

### XIXesiècle
- 1801 : Hippolyte Bayard, inventeur et artiste français, pionnier de la photographie († 14 mai 1887).
- 1827 : Dominique Soulé, religieux catholique français († 21 avril 1919).
- 1843 : Paul Cambon, diplomate français († 29 mai 1924).
- 1855 : Ernest Chausson, compositeur français († 10 juin 1899).
- 1865 : Yvette Guilbert (Emma Laure Esther Guilbert dite), chanteuse française de cabaret († 3 février 1944).
- 1866 : Richard Le Gallienne, écrivain anglais († 15 septembre 1947).
- 1870 : Guillaume Lekeu, compositeur belge († 21 janvier 1894).
- 1871 : Élisée Bastard, anarchiste français († 4 janvier 1957).
- 1872 : Julia Morgan, architecte américaine († 2 février 1957).
- 1874 : Hjalmar Johansson, plongeur suédois champion olympique en 1908 († 30 septembre 1957).
- 1876 : Josef Hofmann, pianiste américain († 16 février 1957).
- 1877 : Raymond Roussel, écrivain français († 14 juillet 1933).
- 1878 : Finlay Currie, comédien britannique († 9 mai 1968).
- 1879 : Ruth Saint Denis (Ruth Dennis dit), danseuse et pédagogue américaine († 21 juillet 1968).
- 1886 :
  - Albert Hermann, archéologue et géographe allemand († 19 avril 1945).
  - Josef Hofbauer, écrivain et journaliste allemand († 25 septembre 1948).
  - Jiang Menglin, professeur, écrivain et homme politique chinois († 19 juin 1964).
  - Maurice de La Fuye, historien français († 26 juin 1958).
  - Israël Leizer Karp, premier fusillé au camp de Souge († 27 août 1940).
  - Aileen Manning, actrice américaine († 25 mars 1946).
  - Gabriele Santini, chef d'orchestre italien († 13 novembre 1964).
  - Shi Nenghai, moine bouddhiste chinois († 1er janvier 1967).
- 1888 : Georges Marrane, homme politique français († 27 août 1976).
- 1894 : Walter Piston, compositeur américain († 12 novembre 1976).
- 1895 : Urani Rumbo, féministe albanaise († 26 mars 1936).
- 1896 : George Burns (Nathan Birnbaum dit), acteur américain († 9 mars 1996).
- 1899 :
  - Pierre Gandon, dessinateur et graveur français († 23 juillet 1990).
  - Alexandre Tcherepnine / Александр Николаевич Черепнин, compositeur et pianiste russe († 29 septembre 1977).

### XXesiècle
- 1902 : Leon Ames, acteur américain († 12 octobre 1993).
- 1904 : Renato Caccioppoli, mathématicien italien († 8 mai 1959).
- 1911 : Léon Cuffaut, militaire français († 18 septembre 2002).
- 1915 :
  - Roger Barberot, homme politique français († 14 novembre 2002).
  - Ghulam Ishaq Khan (غلام اسحاق خان), homme politique et financier pakistanais, président du Pakistan († 27 octobre 2006).
- 1918 : Juan García Esquivel, compositeur, arrangeur musical, compositeur et pianiste mexicain († 3 janvier 2002).
- 1919 : Lucille Dumont, chanteuse et animatrice québécoise († 29 juillet 2016).
- 1920 :
  - Mikhaïl Boudyko, climatologue, géophysicien et géographe russe († 10 décembre 2001).
  - Jackson DeForest Kelley, acteur américain († 11 juin 1999).
  - Federico Fellini, homme de cinéma italien († 31 octobre 1993).
- 1921 : Jacques Ferron, médecin, écrivain et homme politique québécois († 21 avril 1985).
- 1922 :
  - Ray Anthony (Raymond Antonini dit), trompettiste et chef d'orchestre de jazz américain.
  - Yvonne Baseden, espionne française († 28 octobre 2017).
- 1923 : Rentarō Mikuni (三國 連太郎), acteur, réalisateur et scénariste japonais († 14 avril 2013).
- 1924 :
  - Paul Berval (Pierre-Paul Bédard dit), acteur canadien († 25 février 2004).
  - Yvonne Loriod, pianiste française († 17 mai 2010).
  - Lee Pockriss, compositeur américain († 14 novembre 2011).
  - Slim Whitman (Ottis Dewey Whitman Jr. dit), chanteur de musique country américain († 19 juin 2013).
- 1926 :
  - Bernard Lavalette (Bernard Maurice de Fleury dit), acteur français († 14 décembre 2019)[5].
  - Patricia Neal (Patsy Louise Neal dite), actrice américaine († 8 août 2010).
  - Borys Romantchenko, survivant ukrainien de camps nazis, tué à Kharkiv par un bombardement russe († 18 mars 2022).
- 1928 : Claude Gagnière, écrivain français († 12 septembre 2003).
- 1929 :
  - Loïc Bouvard, homme politique français († 26 novembre 2017).
  - Wilbur James « Jimmy » Cobb, batteur de jazz américain († 24 mai 2020).
  - Arte Johnson, acteur et scénariste américain († 3 juillet 2019).
- 1930 :
  - Edwin Eugene « Buzz » Aldrin Jr., astronaute américain, 2è être humain connu à avoir marché sur la Lune, aussitôt après le 1er.
  - Egon Bondy (Zbyněk Fišer dit), philosophe et homme de lettres tchèque († 9 avril 2007).
- 1931 : Earl Grant (en), musicien et chanteur américain († 11 juin 1970).
- 1932 : Louis Joseph « Lou » Fontinato, hockeyeur professionnel canadien († 3 juillet 2016).
- 1933 :
  - Gérard Hernandez (Julio Gerardo Hernández dit), acteur, humoriste et doubleur vocal français d'origine espagnole.
  - Ronald Townson (en), chanteur américain du groupe The 5th Dimension († 2 août 2001).
  - Don Thompson, athlète britannique champion olympique de marche († 4 octobre 2006).
- 1934 :
  - Thomas Stewart « Tom » Baker, acteur britannique.
  - Camilo Pascual (en), joueur de baseball professionnel cubain.
- 1935 : Dorothy Provine, chanteuse, danseuse et actrice américaine († 25 avril 2010).
- 1937 : Albert-Marie de Monléon, évêque catholique français de Meaux († 29 avril 2019).
- 1938 : Hervé Baslé, réalisateur, auteur et scénariste breton de « fresques télévisuelles ethnographiques » († 19 novembre 2019).
- 1940 :
  - Carol Heiss, patineuse artistique américaine.
  - Georges Poujouly, acteur français († 28 octobre 2000)[5].
- 1941 : 
  - Annette Kahn, journaliste et écrivaine française.
  - Pierre Lalonde, chanteur et animateur de télévision québécois († 21 juin 2016).
- 1942 :
  - Jean-Marc Nudant, homme politique français († 15 septembre 2015).
  - (ou 20 février) Jean-Jacques Surian, peintre et céramiste français.
- 1944 : 
  - Serge Marcil, homme politique québécois († 12 janvier 2010).
  - Isao Okano, judoka japonais champion olympique.
- 1945 : 
  - Eric Stewart, chanteur et musicien britannique des groupes The Mindbenders (en) et 10cc.
  - Bernd Theilen, homme politique allemand.
- 1946 : David Lynch, réalisateur américain († 15 janvier 2025).
- 1947 : Cyrille Guimard, cycliste et directeur sportif français[5].
- 1948 :
  - Georges Hamel, chanteur de musique country québécois († 26 février 2014).
  - Jerry Lynn Ross, astronaute américain.
- 1949 :
  - Leyla Adamyan, gynécologue géorgienne.
  - Göran Persson, homme politique suédois, Premier ministre de Suède de 1996 à 2006.
- 1950 :
  - Charles Thomas « Chuck » Lefley, hockeyeur professionnel canadien.
  - Mahamane Ousmane, homme politique nigérien, président du Niger de 1993 à 1996.
  - Herbie Yamaguchi (ハービー やまぐち), photographe japonais.
- 1952 : Paul Stanley (Stanley Bert Eisen dit), musicien américain, chanteur et guitariste du groupe Kiss.
- 1954 : James Donald « Jamie » Hislop (en), hockeyeur professionnel canadien.
- 1956 : John Naber, nageur américain quadruple champion olympique.
- 1958 :
  - Lorenzo Lamas, acteur américain.
  - Hiroaki Zakōji (座光寺公明), musicien japonais († 29 janvier 1987).
- 1959 : Atul Dodiya (अतुल डोडिया), artiste plasticien indien.
- 1961 :
  - Olivier Dosne, homme politique français, maire de Joinville-le-Pont depuis le 20 mars 2008.
  - Vincent Jordy, évêque catholique français.
  - Maqsuda Vorisova, femme politique ouzbèke.
- 1963 : James Denton, acteur américain.
- 1964 : Lionel Beffre, haut-fonctionnaire français.
- 1970 : Skeet Ulrich (Bryan Ray Trout dit), acteur américain.
- 1971 : Catherine Marsal, cycliste française.
- 1972 : Hüseyin Özkan, judoka turc, champion olympique.
- 1973 :
  - Benjamin Biolay, auteur, compositeur, interprète chanteur et pianiste français[5].
  - Michel Goyette, acteur québécois.
  - Mathilde, reine des Belges.
- 1974 : Alvin Harrison, athlète américain champion olympique du 4 x 400 m.
- 1975 :
  - Norberto Fontana, pilote de F1 argentin.
  - Ira Newble, basketteur américain.
- 1976 : Lilian Jégou, cycliste français.
- 1977 :
  - Jules Barhalengehwa, homme politique de la République démocratique du Congo.
  - DJ Mehdi (Mehdi Favéris-Essadi dit), producteur de musique français († 13 septembre 2011).
  - Melody (Nathalie Lefebvre dit), chanteuse belge francophone.
- 1978 :
  - Omar Sy, humoriste et acteur français.
  - Sidney George « Sid » Wilson, musicien américain du groupe Slipknot.
- 1979 : Jérôme Thomas, boxeur français médaillé olympique.
- 1980 :
  - Maeva Méline, chanteuse et comédienne française.
  - Matthew Tuck, musicien britannique, chanteur et guitariste de Bullet for My Valentine.
- 1981 : Owen Hargreaves, footballeur international britannique.
- 1982 :
  - Ruchi Sanghvi, ingénieure informaticienne et femme d'affaires indo-américaine.
  - Pierre Webó, footballeur camerounais.
- 1983 : Daniel Oyono, basketteur français.
- 1984 : Victoria Asher, musicienne britannique du groupe Cobra Starship.
- 1987 :
  - Evan Peters, acteur américain.
  - Marco Simoncelli, pilote moto italien († 23 octobre 2011).
  - Víctor Vázquez, footballeur espagnol.
- 1988 : Jeffrén Suárez, footballeur espagnol.
- 1991 : Jolyon Palmer, pilote automobile.
- 1992 : GuiHome, humoriste belge.
- 1995 :
  - Joey Badass (Jo-Vaughn Virginie Scott dit), rappeur américain.
  - Sergi Samper, footballeur espagnol.
- 2000 :
  - Selemon Barega, athlète éthiopien.
  - Tyler Herro, basketteur américain.

### XXIesiècle
- 2004 : Anthony Black, basketteur américain.

## Décès

### XVesiècle
- 1479 : Jean II, roi d'Aragon de 1458 à 1479 (° 29 juin 1398).

### XVIesiècle
- 1511 : Oliviero Carafa, cardinal italien (° 10 mars 1430).
- 1590 : Giovanni Battista Benedetti, mathématicien, philosophe et physicien italien (° 14 août 1530).

### XVIIesiècle
- 1612 : Rodolphe II, empereur romain germanique de 1576 à 1612 (° 18 juillet 1552).
- 1639 : Moustapha Ier (مصطفى اول), sultan de l'Empire ottoman de 1617 à 1618 et de 1622 à 1623 (° 24 juin 1591).
- 1666 : Anne d'Autriche, reine de France de 1615 à 1643 et régente de 1643 à 1651, veuve de Louis XIII (° 22 septembre 1601).
- 1676 : Bertrand de Compaigne, chroniqueur et faussaire français.

### XVIIIesiècle
- 1709 : François d'Aix de La Chaise, confesseur de Louis XIV (° 25 août 1624).
- 1745 : Charles VII, empereur romain germanique de 1742 à 1745 (° 6 août 1697).
- 1758 : François Mackandal, esclave marron, brûlé vif à Cap-Haïtien (° inconnue).
- 1779 : David Garrick, acteur britannique (° 19 février 1717).
- 1793 : Louis-Michel Lepeletier de Saint-Fargeau, homme politique français (° 29 mai 1760).
- 1794 : François Clary, grand négociant marseillais français (° 24 février 1725).

### XIXesiècle
- 1819 : Charles IV, roi d'Espagne de 1788 à 1808 (° 11 novembre 1748).
- 1826 : Stanisław Staszic, homme d'État, géologue, poète écrivain et philosophe polonais (° 6 novembre 1755).
- 1848 : Christian VIII, roi de Norvège en 1814 et roi du Danemark de 1839 à 1848 (° 18 septembre 1786).
- 1850 : Adam Oehlenschläger, poète danois (° 14 novembre 1779).
- 1859 : Bettina von Arnim, écrivaine allemande (° 4 avril 1785).
- 1864 : Giovanni Antonio Amedeo Plana, mathématicien italien (° 6 novembre 1781).
- 1873 : Basile Moreau, prêtre catholique français, fondateur de congrégations et canonisé ou béatifié (° 11 février 1799).
- 1881 : Théophile de Cesve, maître de forges et sénateur belge (° 1er mai 1803).
- 1885 : Joseph Bütler, peintre suisse (° 16 octobre 1822).
- 1891 : David Kalakaua, roi de Hawaï de 1874 à 1891 (° 16 novembre 1836).
- 1900 : 
  - Florenty Pavlenkov, éditeur et philanthrope russe (° 20 octobre 1839).
  - John Ruskin, écrivain et réformateur social britannique (° 8 février 1819).

### XXesiècle
- 1901 : Zénobe Gramme, ingénieur belge (° 4 avril 1826).
- 1917 : Amédée Bollée, fondeur de cloches et inventeur français spécialisé dans l’automobile (° 10 janvier 1844).
- 1936 : George V, roi du Royaume-Uni de 1910 à 1936 (° 3 juin 1865).
- 1938 : Émile Cohl (Émile Courtet dit), réalisateur français (° 4 janvier 1857).
- 1947 : Joshua « Josh » Gibson, joueur de baseball américain (° 21 décembre 1911).
- 1963 : Marguerite Pierry, actrice française (° 26 décembre 1887).
- 1964 : Henri Edebau, homme politique belge (° 25 janvier 1886).
- 1965 : Alan Freed, disc-jockey américain (° 15 décembre 1921).
- 1970 : Nora Ashe, enseignante irlandaise, nationaliste et militante de la langue irlandaise (° 15 juillet 1882).
- 1971 : Gilbert M. Anderson (Max Aaronson dit), acteur américain (° 21 mars 1880).
- 1983 : Garrincha (Manoel Francisco dos Santos dit), footballeur brésilien (° 28 octobre 1933).
- 1984 : Johnny Weissmuller (János Péter Weissmüller), nageur olympique à Paris puis acteur américain (Tarzan) (° 2 juin 1904).
- 1988 : Philippe de Rothschild, homme de lettres et propriétaire viticole (° 13 avril 1902).
- 1990 : Barbara Stanwyck, actrice américaine (° 16 juillet 1907).
- 1991 : Louis Seigner, acteur français (° 23 juin 1903).
- 1993 : Audrey Hepburn (Audrey Kathleen Ruston dite), actrice américaine (° 4 mai 1929).
- 1996 :
  - Gerald Joseph « Gerry » Mulligan, saxophoniste américain (° 6 avril 1927).
  - Lo Wei, acteur et réalisateur hongkongais (° 12 décembre 1918).
- 1997 :
  - Mario Albertini, enseignant et homme politique italien (° 23 février 1919).
  - Curt Flood, joueur de baseball professionnel américain (° 18 janvier 1938).
  - Hiram Keller (Hiram Keller Undercofler Jr. dit), acteur américain (° 3 mai 1944).
- 1998 : Bobo Brazil, catcheur américain (° 15 juillet 1924).
- 2000 :
  - Don Abney, pianiste de jazz américain (° 10 mars 1923).
  - Aimé-Georges Martimort, père conciliaire et liturgiste français (° 31 août 1911).

### XXIesiècle
- 2001 : Jacqueline Piatier, journaliste et critique littéraire française jurée du prix Médicis (° 12 juin 1921).
- 2002 : Jean-Toussaint Desanti, philosophe français (° 8 octobre 1914).
- 2003 : Édith Lefel, chanteuse française de zouk (° 17 novembre 1963).
- 2004 :
  - François-Louis Deschamps, ténor belge (° 26 mai 1919).
  - Olivier Guichard, homme politique français (° 27 juillet 1920).
- 2005 :
  - Jean-François Ballereau, cavalier français (° 20 avril 1940).
  - Per Borten, homme d'État norvégien, premier ministre de 1965 à 1971 (° 3 avril 1913).
  - Christel Justen, nageuse allemande (° 10 octobre 1957).
  - Miriam Louisa Rothschild, zoologiste, biologiste, entomologiste et écrivaine britannique (° 5 août 1908).
- 2006 : Andreï Iordan, homme d'État kirghiz, premier ministre de 1991 à 1992 (° 22 décembre 1934).
- 2007 : Abir Aramin, jeune manifestante palestinienne (1997).
- 2008 :
  - Louis de Cazenave, « poilu » français de la Grande Guerre (° 16 octobre 1897).
  - Robert Lemieux, avocat québécois actif dans la défense des libertés civiles (° 9 octobre 1941).
- 2009 :
  - Stéphane II Ghattas, cardinal égyptien, patriarche copte catholique d'Alexandrie de 1986 à 2006 (° 16 janvier 1920).
  - Dina Vierny, collectionneuse d'art française, muse d'Aristide Maillol (° 25 janvier 1919).
- 2010 : Kalthoum Sarraï, éducatrice franco-tunisienne (° 25 septembre 1962).
- 2011 : Bruce Gordon, acteur américain (° 1er février 1916).
- 2012 : Etta James (Jamesetta Hawkins dite), chanteuse américaine (° 25 janvier 1938).
- 2013 :
  - Richard Garneau, commentateur sportif, journaliste et écrivain québécois (° 15 juillet 1930).
  - Alain Scoff, fantaisiste, scénariste, auteur de théâtre et écrivain français (° 1er décembre 1940).
- 2014 : Claudio Abbado, chef d'orchestre et homme politique italien (° 26 juin 1933).
- 2016 : Edmonde Charles-Roux, femme de lettres présidente de l'Académie Goncourt et veuve de Gaston Defferre (° 17 avril 1920).
- 2017 : Céline Léger, actrice québécoise (° 28 décembre 1937).
- 2018 :
  - Paul Bocuse, chef cuisinier français (° 11 février 1926).
  - Jim Rodford, musicien britannique, bassiste du groupe The Kinks (° 7 juillet 1941).
- 2019 : 
  - Claude Chalaguier, auteur et metteur en scène français (° 18 janvier 1936).
  - François Perrot, comédien français (° 26 février 1924).
  - Leonardo Quisumbing (en), juriste philippin (° 6 novembre 1939).
- 2024 :
  - Choe Thae-bok, dirigeant politique nord-coréen (° 1er décembre 1930).
  - Piedad Córdoba, avocate et femme politique colombienne (° 25 janvier 1955).
  - Alain De Kuyssche, journaliste, rédacteur en chef, romancier et scénariste de bande dessinée belge (° 11 septembre 1946).
  - David Emge, acteur américain (° 9 septembre 1946).
  - Herbert Glejser, économiste, professeur d'université en Sciences économiques et économétrie belge (° 2 janvier 1938).
  - Jean Glibert, artiste belge (° 22 février 1938).
  - Jacques Guhl, footballeur puis écrivain, poète, auteur dramatique suisse (° 23 octobre 1922).
  - Nicholas Higham, mathématicien britannique (° 25 décembre 1961).
  - Norman Jewison, réalisateur, scénariste et producteur canadien (° 21 juillet 1926).
  - Abbès Jirari, homme politique marocain (° 15 février 1937).
  - Arezki Larbi, peintre, scénographe et réalisateur algérien (° 23 février 1955).
- 2025 : 
  - Mimi Al Sherbini, footballeur international égyptien (° 26 juillet 1937).
  - Bertrand Blier, réalisateur, scénariste, écrivain et occasionnellement acteur français (° 14 mars 1939).
  - Willard Ikola, hockeyeur sur glace américain (° 28 juillet 1932).
  - Fred Newhouse, athlète de sprint américain (° 8 novembre 1948).

## Célébrations

### Internationales et nationales
- États-Unis d'Amérique du Nord :
  - Martin Luther King Day (autour de son 15 janvier natal) ;
  - National day of renewal and reconciliation ou « journée nationale du renouveau et de la réconciliation » décrétée par le président Barack Obama en 2009[6], en relation avec son :
  - Inauguration day ou jour quadriennal d'investiture au cours duquel le président élu deux mois et demi plus tôt prête serment et prend ses fonctions comme président des États-Unis.Saint Sébastien transpercé tel qu'imaginé et peint par le "Meisterwerke der Malerei"..

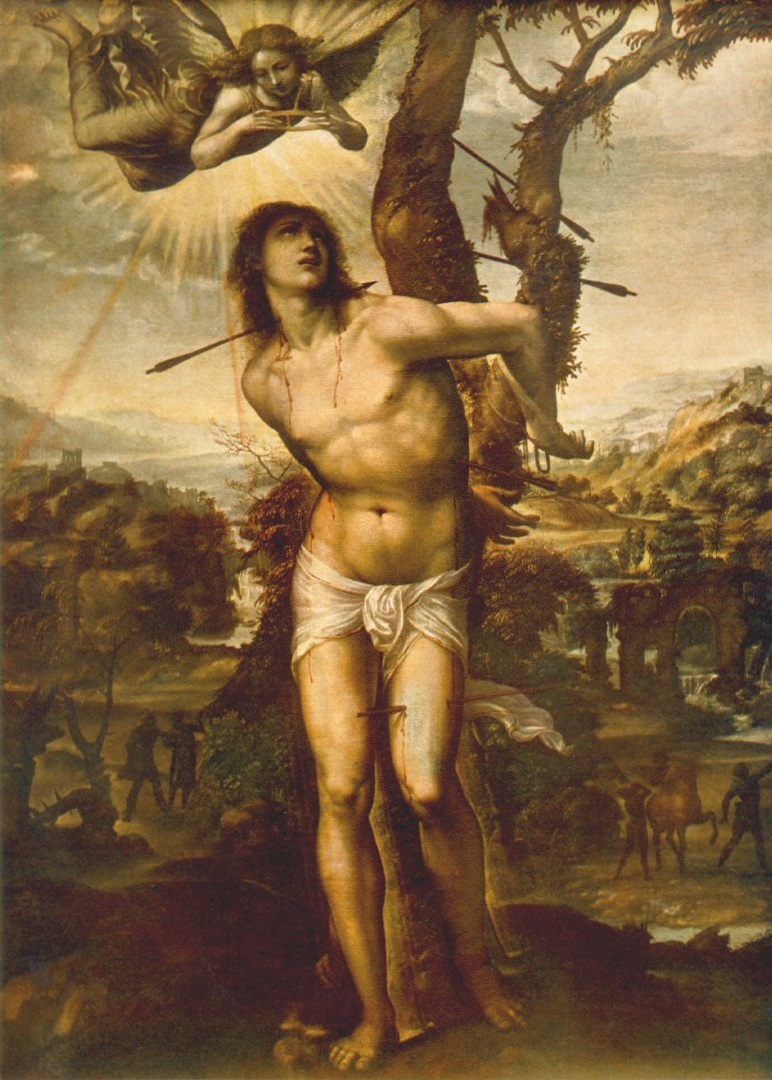
Saint Sébastien transpercé tel qu'imaginé et peint par le "Meisterwerke der Malerei".

- Asie extrême-orientale et ses diasporas et influences : date possible la plus précoce pour le début du nouvel an asiatique, entre  20 janvier et 20 février au gré de la Lune (fête du printemps).

### Religieuses
- Catholicisme :
  - fête de la Virgen Purísima ou Purissime Vierge) à Pampas (es) (Pérou) ;
  - fêtes de saint Sébastien (tableau ci-photographié),
    - san Sebastián de los Reyes à Ciudad Rodrigo, Palma de Majorque et dans des dizaines de villes et villages d'Espagne ;
    - à León, Morelos et Saín Alto (es) (Mexique) ;
    - feria Internacional de San Sebastián (FISS) à San Cristóbal (Venezuela).

### Saints des Églises chrétiennes

#### Saints des Églises catholiques et orthodoxes
Saints des Églises catholiques et orthodoxes :
- Agon de Poitiers († IIIe siècle), évêque.
- Asclas († 287), martyr à Antinoé.
- Bassus et Eusèbe, Eutychès et Basilide († IVe siècle), sénateurs romains et martyrs.
- Damiana († IVe siècle), martyre.
- Euthyme le Grand († 473), abbé en Palestine.
- Fabien († 250), 20e pape et martyr.
- Féchin de Fore (en) († 665), fondateur de l'abbaye de Fore.
- Gelais de Poitiers († Ve siècle), évêque.
- Léon de Thrace († 474), saint empereur.
- Minause († 496), abbé de Condat.
- Néophyte de Nicée († 310), martyr à Nicée.
- Octave de Turin († 297) et ses compagnons Soluteur et Adventeur, martyrs à Turin.
- Pierre l'Exacteur († VIe siècle), percepteur qui se dévoua pour les pauvres.
- Sébastien († 287), martyr à Rome, patron des policiers et des archers.

#### Saints et bienheureux des Églises catholiques
Saints et bienheureux des Églises catholiques :
- Angiolo Paoli († 1720), bienheureux religieux carme italien.
- Basile Moreau († 1873), bienheureux religieux français fondateur de la Congrégation de Sainte-Croix et des Marianites de Sainte-Croix.
- Benoît Ricasoli (it) de Coltibuono († 1167), ermite italien.
- Cyprien Tansi († 1964), bienheureux moine trappiste nigérian.
- Daniel de Cambron († 1232), bienheureux moine bénédictin du Hainaut.
- Étienne Min Kuk-ka († 1840), catéchiste martyr à Séoul.
- Eusèbe d'Esztergom († 1270), chanoine hongrois.
- Eustochia Smeralda Calafato († 1485), religieuse clarisse italienne fondatrice du monastère de Montevergine à Messine.
- Henri d'Uppsala († 1151), évêque d'Uppsala et martyr, patron de la Finlande.
- Marie-Christine de l'Immaculée-Conception († 1906), religieuse italienne fondatrice des sœurs victimes expiatrices du Saint Sacrement.
- Wulfstan († 1095), évêque de Worcester.

#### Saints orthodoxes,aux dates parfois"juliennes"ou orientales
Saints des Églises orthodoxes :
- Euthyme de Tarnovo († 1402), patriarche de Bulgarie.
- Zacharie de Patras († 1782), néo-martyr.

### Prénoms du jour[Où?]
Bonne fête aux Sébastien et ses variantes voire dérivés : Basch, Bast, Basten, Bastian, Bastiane, Bastiat, Bastien, Bastienne, Donosti, Donoxti, Saustin, Seb, Sèb, Sebass, Sébastia, Sebastian, Sébastian, Sebastiana, Sébastiane, Sébastienne, Sebastiano, Vastianu, Wastel, etc. ;
- aux (Jean-)Ba(p)tiste, Bat(t)istina/-e et leurs variantes, comme les 24 juin et autres dates ci-avant (paronymie possible avec Bastien et ses propres variantes plus haut par surcroît).

Et bonne fête aussi aux :
- Euthyme,
- Esmeralda (en) et ses variantes : Esméralda, Smeralda, Émeraude ;
- aux Fabien et ses variantes voire dérivés : Faba, Fabi, Fabia, Fabian, Fabiana, Fabiano, Fabienne, Fabio, Fabiola, Fabiolo, Fabis, Faby, Fava, Favian, Faviano, Faviana, Xabiani, etc.
- Aux Octave,
- Tarieg et sa variante autant bretonne Tariec.

## Traditions et superstitions

### Dictons
- « À la Saint-Sébastien, l'hiver reprend ou se casse les dents. »[9]
- « À la Saint-Sébastien, les jours rallongent d'un pas de chien. »[9]
- « Saint Antoine et saint Sébastien emportent le plus dur de l'hiver. »[10]
- « Saint Sébastien avec du gel, emporte l'herbe et promet du miel. »[11]
- « S'il neige à la saint Sébastien (ou quand Sébastien gèle le matin), la mauvaise herbe ne revient (ou l'hiver s'en va ou revient). »[12]
- « Entre le 10 et le 20 janvier, les plus constants[13] sont les chapiers (drapiers). »[14] (tradition commerciale du blanc d'hiver voire des soldes d'hiver)

### Astrologie
- Signe du zodiaque : 30e et dernier jour du signe astrologique du Capricorne.

## Toponymie
- Les noms de plusieurs voies, places, sites ou édifices de pays ou régions francophones contiennent cette date sous diverses graphies : voir Vingt-Janvier .